# 安巴拉县

所在位置

安巴拉县(印地语: अम्बाला जिला)，是印度哈里亚纳邦的一个县。总面积1568.85平方公里，总人口1,128,350（2011年），人口密度720人/km2(2011)。行政中心位于安巴拉。